# 右旗九
天鷹座56，又名BD-08 5150，HD 188154、SAO 143894、HR 7584，是天鷹座的一颗恒星，视星等为5.79，位于銀經32.28，銀緯-17.8，其B1900.0坐标为赤經19h 48m 42.7s，赤緯-8° -17.8′ 2″。